# Internationale luchthaven Sanya Phoenix
De Internationale luchthaven Sanya Phoenix is de luchthaven van Sanya in de provincie Hainan, China. Het vliegveld is een basis voor China Southern Airlines en vanaf de luchthaven kan gevlogen worden binnen Azië en naar Moskou. Het is na de Internationale luchthaven Haikou Meilan de drukste luchthaven van Hainan.

## Geschiedenis
Op 1 juli 1994 werd Internationale luchthaven Sanya Phoenix geopend. In augustus 2022 sloot de luchthaven vrijwel volledig, nadat er enkele coronabesmettingen waren geconstateerd. Ruim 80.000 toeristen strandden daardoor in Sanya. In mei 2024 werd begonnen met de derde fase van een uitbreiding van de luchthaven. Hiervoor wordt een terminal gebouwd van ongeveer 120.000 vierkante meter, waarmee de luchthaven uiteindelijk zo’n 30 miljoen passagiers per jaar zou kunnen afhandelen. De uitbreiding zou eind 2025 klaar moeten zijn. Begin maart 2025 kondigde Condor aan vluchten aan te gaan bieden naar Frankfurt via Bangkok. Sanya is een opkomende vakantiebestemming en met deze verbinding ook toegankelijker voor Europese toeristen.

## Luchtvaartmaatschappijen en bestemmingen

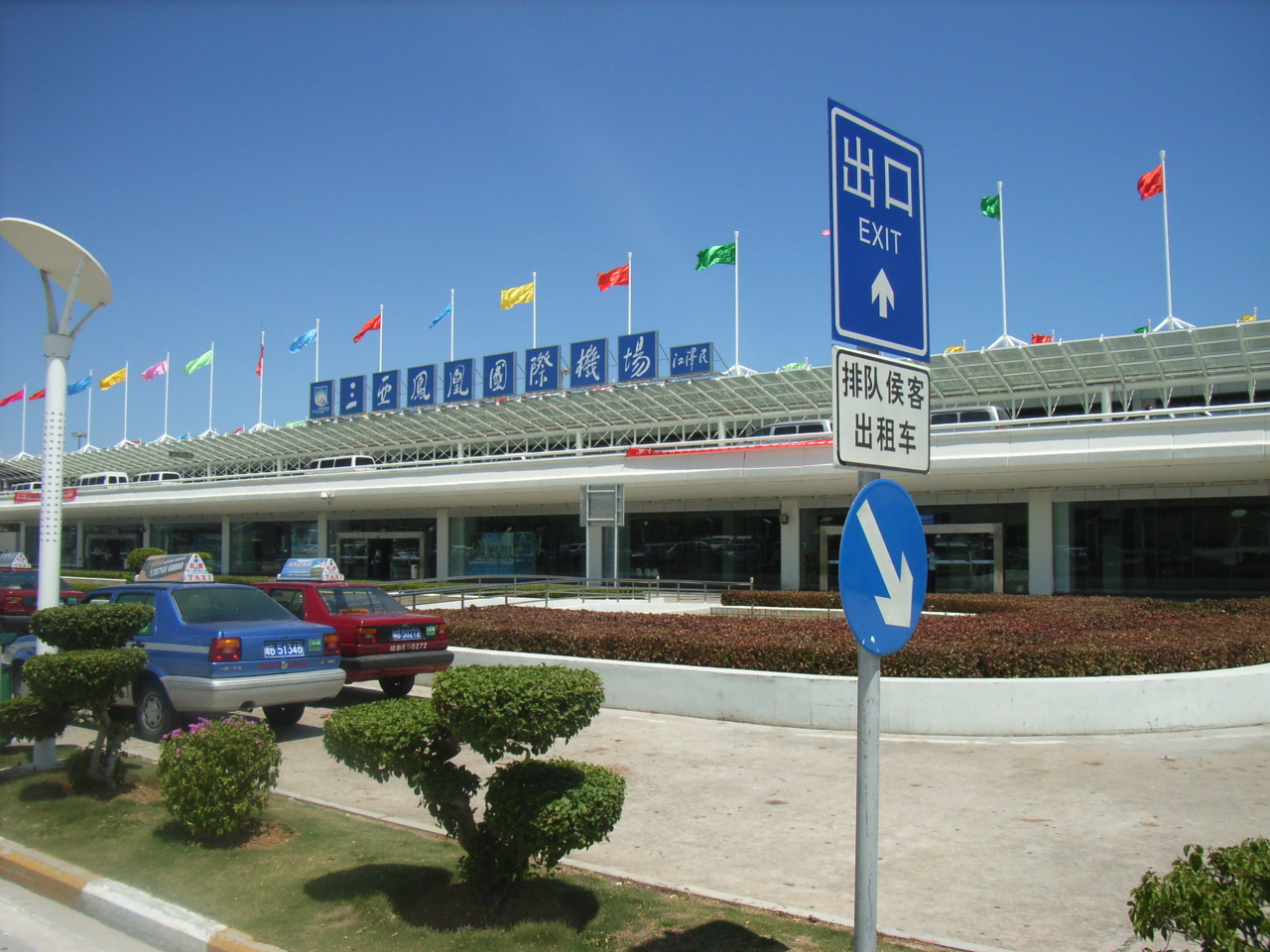
De taxistandplaats voor de luchthaven

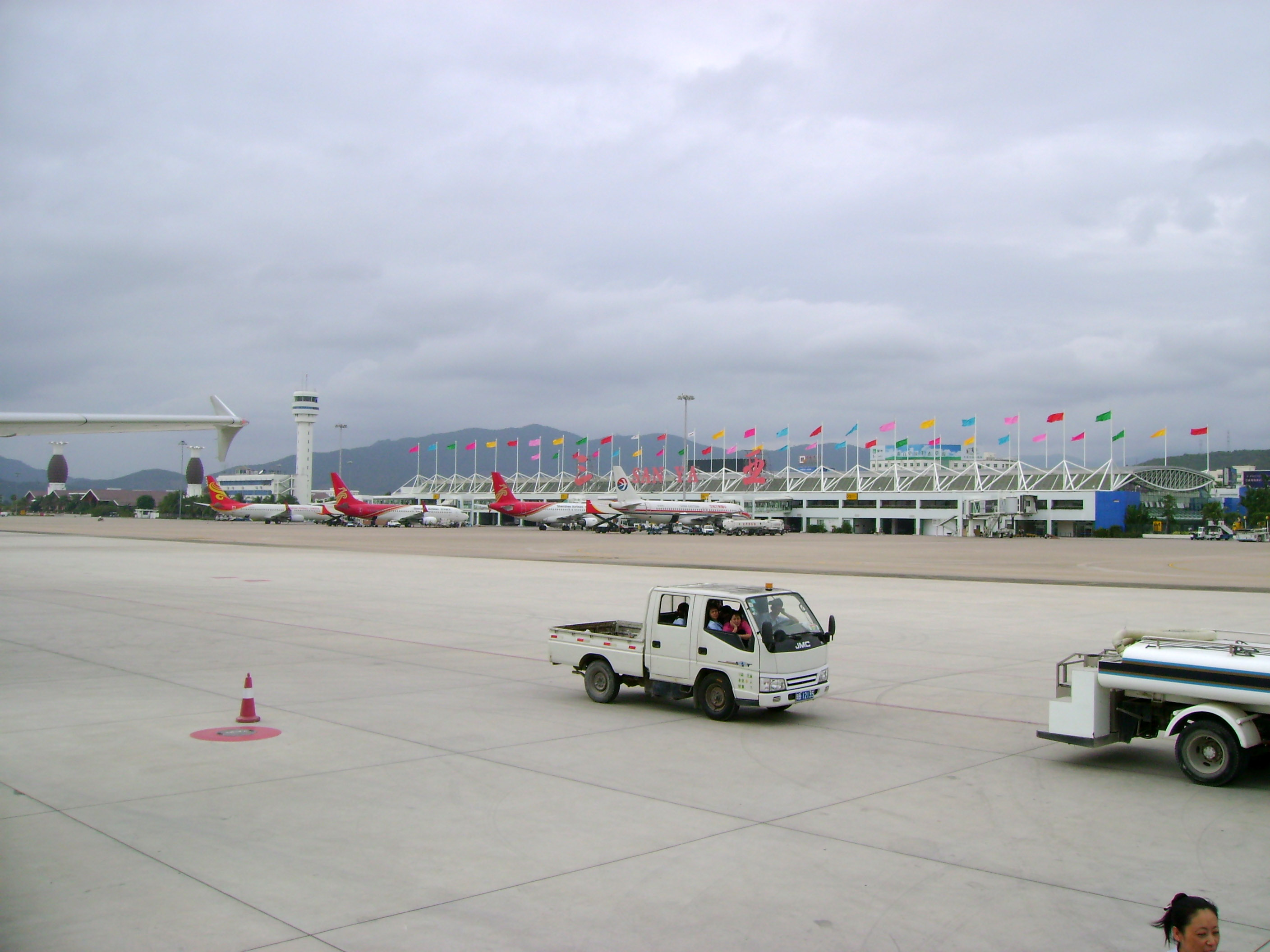
Overzichtsfoto in januari 2010

Vanaf de Internationale luchthaven Sanya Phoenix kan worden gevlogen naar de volgende bestemmingen met de volgende luchtvaartmaatschappijen (maart 2025):
| Luchtvaartmaatschappij    | Bestemmingen |
| ------------------------- | --- |
| 9 Air                     | Chengdu, Guangzhou |
| Aeroflot                  | Chabarovsk, Jekaterinenburg, Kazan (vanaf 21 maart 2025), Krasnojarsk, Moskou, Novosibirsk, Oefa (vanaf 23 maart 2025), Sint-Petersburg (vanaf 22 maart 2025), Vladivostok                                           |
| Air Busan                 | Busan |
| Air Changan               | Huaihua, Nanyang, Xi'an |
| Air China                 | Beijing, Chengdu, Chongqing |
| Air Guilin                | Guilin (hervat 1 april 2025) |
| Beijing Capital Airlines  | Beijing, Changsha, Chengdu, Dazhou, Fuzhou, Guilin, Guiyang, Hangzhou, Hefei, Jinan, Linyi, Nanchang (hervat 30 maart 2025), Nanjing, Shijiazhuang, Taiyuan, Tianjin, Wuhan, Xi'an, Yichun, Zhengzhou                |
| Cambodia Airways          | Changi, Phnom Penh |
| Chengdu Airlines          | Changsha, Chengdu, Hefei, Zhengzhou, Zunyi |
| China Eastern Airlines    | Beijing, Guilin, Kunming, Nanjing, Shanghai–PVG, Shanghai–SHA, Taiyuan, Wuhan, Wuxi, Xi'an |
| China Express Airlines    | Yan'an |
| China Southern Airlines   | Beijing, Changchun, Changsha, Chengdu, Chongqing, Dalian, Guangzhou, Guiyang, Hangzhou, Harbin, Kunming, Nanjing, Shanghai–PVG, Shanghai–SHA, Shenyang, Shenzhen, Ürümqi, Wuhan, Xi'an, Zhanjiang, Zhengzhou, Zhuhai |
| China United Airlines     | Beijing, Ordos |
| Chongqing Airlines        | Chongqing |
| Colorful Guizhou Airlines | Guiyang |
| Condor                    | Frankfurt (vanaf juli 2025) |
| Donghai Airlines          | Changsha |
| Fuzhou Airlines           | Changsha, Ji'an |
| GX Airlines               | Handan, Jining, Luoyang |
| Hainan Airlines           | Beijing, Changsha, Chengdu, Chongqing, Guangzhou, Guiyang, Hangzhou, Harbin, Hefei, Hohhot, Jinan, Jingzhou, Nanchang, Nanjing, Nanning, Shanghai, Shenyang, Shenzhen, Taiyuan, Wuhan, Xi'an, Zhengzhou              |
| Hebei Airlines            | Shijiazhuang |
| HK Express                | Hongkong |
| Hong Kong Airlines        | Hongkong |
| Hunnu Air                 | Ulaanbaatar |
| Juneyao Air               | Hangzhou, Nanjing, Shanghai, Ulaanbaatar, Wuxi |
| Lion Air                  | Jakarta |
| LJ Air                    | Taiyuan |
| Loong Air                 | Hangzhou |
| Lucky Air                 | Chengdu, Kunming, Zhengzhou (hervat 21 maart 2025) |
| Okay Airways              | Nanning, Tianjin |
| Qanot Sharq               | Tasjkent |
| Qingdao Airlines          | Nanjing |
| SCAT Airlines             | Almaty, Astana |
| Shandong Airlines         | Jinan, Nanjing, Zhengzhou |
| Shanghai Airlines         | Shanghai–PVG, Shanghai–SHA |
| Shenzhen Airlines         | Changsha, Nantong, Shenzhen, Wenzhou, Yuncheng |
| Sichuan Airlines          | Beijing, Changsha, Changzhou (hervat 31 maart 2025), Chengdu–CTU, Chengdu–TFU, Chongqing, Ganzhou, Guilin (hervat 30 maart 2025), Guiyang, Harbin, Jinan, Luzhou, Mianyang, Taiyuan                                  |
| Spring Airlines           | Ningbo, Shanghai–PVG, Shanghai–SHA, Shijiazhuang, Tianjin |
| Suparna Airlines          | Hangzhou, Shanghai |
| Tianjin Airlines          | Chongqing, Tianjin, Xi'an, Huizhou (vanaf 1 april 2025), Zunyi |
| Tibet Airlines            | Chengdu |
| T'way Air                 | Seoel |
| Uzbekistan Airways        | Tasjkent (hervat 2 april 2025) |
| West Air                  | Chongqing, Ganzhou, Hengyang, Nanchang, Quanzhou, Xuzhou, Zhengzhou |
| Xiamen Air                | Beijing, Fuzhou, Hangzhou, Xiamen |

## Incidenten en ongevallen
- Op 8 december 2014 liet een passagier de noodglijbaan uitklappen van een Airbus A321-200 van China Eastern Airlines.[12] De passagier was ongeduldig en wilde graag het toestel uit.[13]